# ديفيد موراي (سياسي)
ديفيد موراي (بالإنجليزية: David Murray)‏ هو سياسي أسترالي، ولد في 15 فبراير 1885 في أستراليا، وتوفي في 5 أغسطس 1928 في أستراليا. حزبياً، نشط في حزب العمال الأسترالي. وقد انتخب عضو الجمعية التشريعية نيو ساوث ويلز.